# شوجار لاين بيرد
شوجار لاين بيرد هي مقدم برامج إذاعية و تلفزيونية وكاتبة غنائية وممثلة كندية، ولدت في 27 أغسطس 1981 بأونتاريو في كندا.

## أعمال

### أفلام
- (2011) 50/50[6]
- (2014) الوها[7]
- (2016) حفلة نقانق[8]
- (2016) مايك وديف يحتاجان مواعيد لحفل زفاف[9]

## وصلات خارجية
- شوجار لاين بيرد على موقع IMDb (الإنجليزية)
- شوجار لاين بيرد على موقع أول موفي (الإنجليزية)
- شوجار لاين بيرد على موقع قاعدة بيانات الفيلم (الإنجليزية)